# Breach & Clear
Breach & Clear ist ein rundenbasiertes Strategiespiel des amerikanischen Entwicklerstudios Mighty Rabbit Studios. Es erschien im Juli 2013 zunächst für iOS und im September 2013 für Android. 2014 folgten Veröffentlichungen für Windows, Mac OS und Linux, 2015 schließlich für die PlayStation Vita.

## Handlung & Spielprinzip
Das Spiel wartet mit keiner ausgefeilten Narration auf. Der Spieler steuert in verschiedenen, nicht zusammenhängenden Missionen ein Team von vier Soldaten im Kampf gegen Terroristen. Die Level teilen sich auf drei Spielmodi auf: Terroristenjagd, Bombenentschärfung und Fluchtplan. Zunächst kann sich der Spieler für eine Einheit wie Navy Seals, Army Rangers oder die Joint Task Force 2 entscheiden. Danach wählt er ein vierköpfiges Team aus sechs unterschiedlichen Klassen (Fire Team Leader, Medic, Weapons Sargent, Intelligence, Breacher, Direct Action und Intelligence). Jede Klasse besitzt andere Eigenschaften und Fähigkeiten. Das Team kann auf der Missionskarte an unterschiedlichen Punkten in den Einsatz geschickt werden. Aus einer wahlweise isometrischen oder Überblicksperspektive erkundet der Spieler das Gebiet, wobei Gegner erst kenntlich werden, sobald sie ins Sichtfeld eines Teammitglieds geraten.
Das Spiel ist prinzipiell rundenbasiert. Der Spieler kann die Laufwege und Aktionen seiner Soldaten ohne Zeitdruck planen und festlegen. Aktionen umfassen beispielsweise die Anwendung unterschiedlicher Granatentypen, Heilungsvorgänge, Schlösser knacken oder das Eintreten von Türen. Die Ausführung erfolgt nach Abschluss der Planungen gleichzeitig für alle Figuren. Das Spiel lässt sich während der Missionen nicht speichern und die gegnerischen Figuren werden für jeden Missionsstart zufällig neu verteilt. Nach Abschluss der Mission erfolgt eine Bewertung und Belohnung durch Spielwährung. Die Figuren sammeln Erfahrung und können damit ihre Fähigkeiten verbessern, mit dem Geld kann neue Ausrüstung erworben werden. Durch gute Bewertungen werden neue Missionen freigeschaltet.

## Entwicklung
Das Spiel wurde zuerst im Juli 2013 für Apples iOS veröffentlicht. Mit Hilfe von Steams Greenlight-Programm gelang den Entwickler der Sprung auf die Vertriebsplattform für PC-Spiele. In der PC-Version wurden im Vergleich zum Mobile-Release die Mikrotransaktionen entfernt, die Grafik verbessert und einige neue Inhalte wie Missionen oder Einheiten hinzugefügt. Im April 2014 kündigte Mighty Rabbit Studios eine Downloaderweiterung für Breach & Clear an, die thematisch ein Crossover mit dem Titel Frozen Synapse darstellt.
2015 rief Studiogründer Joshua Fairhurst den Distributor Limited Run Games ins Leben, mit dem er sonst rein digital veröffentlichte Spiele in limitierten Auflagen auf Datenträger zum Verkauf anbieten wollte. Als Proof of Concept sollte eine Auflage von 1500 Exemplaren von Breach & Clear für die PlayStation Vita dienen, die ausschließlich über die firmeneigene Website angeboten wurde. Die Auflage war innerhalb von zwei Stunden nach Verkaufsstart vergriffen und legte den Grundstein für den Ausbau des Distributors. Der Erfolg von Limited Run Games rief weitere Nachahmer des Geschäftsmodells hervor.
Ebenfalls 2015 erschien mit Breach & Clear: Deadline ein Nachfolger, der das Spielprinzip in eine Zombieapokalypse verlegt.

## Rezeption
Das Spiel erhielt gemischte Kritiken.

„Breach & Clear ist ein kurzweiliges, rundenbasiertes Strategiespiel. Das Aufklären der Einsatzgebiete geht gut von der Hand und ist spannend, die taktischen Möglichkeiten sind dank der zahlreichen Waffensysteme, der individuellen Soldaten-Fertigkeiten und Dutzenden Waffen-Upgrades umfassend. Der Wiederspielwert fällt zudem hoch aus - Missionen können mit einer Vielzahl von Taktiken angegangen werden. […] In puncto Spielumfang haben Wettbewerber wie der Genre-Überflieger XCOM: Enemy Unknown aber mehr zu bieten.“

“Breach & Clear is a repetitive mess that has no variety in its game modes. Tactical RPG fans may find some enjoyment in this game, but there's no way they'll make it to the end without dying from boredom first.”

„Breach & Clear ist eine repetitive Vollkatastrophe, die keinerlei Abwechslung in ihren Spielmodi bietet. Fans von taktischen Rollenspielen könnten es ansatzweise interessant finden, aber ich kann mir nicht vorstellen, wie man das Ende erreichen kann ohne vorher an Langeweile zu sterben.“